# Algeria
Algeria är en finländsk-polsk-svensk dokumentärfilm från 2002 i regi av Agnieszka Lukasiak. Filmen skildrar inbördeskriget i Algeriet.